# Defying Gravity – Liebe im Weltall
Defying Gravity – Liebe im Weltall (Originaltitel: Defying Gravity) ist eine US-amerikanische Science-Fiction-Fernsehserie, die in Zusammenarbeit mit dem kanadischen Sender CTV, dem britischen Sender BBC Two und dem deutschen Sender ProSieben produziert wurde. Die Serie handelt von einer sechsjährigen Mission durch unser Sonnensystem und deren Astronauten und ihre beruflichen und privaten Probleme. Die Serie wird als „Grey’s Anatomy im Weltall“ umschrieben. Aufgrund schlechter Einschaltquoten wurde die Serie nicht um eine zweite Staffel verlängert.

## Handlung
Im Jahr 2052 gehen vier Männer und vier Frauen auf eine mehrjährige Mission durch unser Sonnensystem. Die Serie spielt auf zwei Zeitebenen, die eine während des Fluges, die andere während der fünfjährigen Ausbildung der Crew. Was keines der Besatzungsmitglieder weiß, ist, dass die Mission ganz andere Ziele hat als Bodenproben zu nehmen. Des Weiteren wird die Mission durch Geheimnisse, Beziehungen, Intrigen und Vorgeschichten verkompliziert.

## Besetzung und Synchronisation
Die deutsche Synchronisation entstand bei der Synchronfirma Scalamedia GmbH in München.
| Figur               | Darsteller        | Deutscher Sprecher       | Beschreibung |
| ------------------- | ----------------- | ------------------------ | --- |
| Maddux Donner       | Ron Livingston    | Michael Roll             | Pilot. Sharon Lewis war seine Geliebte, bevor sie während einer Mission auf dem Mars starb. Er hat eine Affäre mit Nadia Schilling und hegt Gefühle für Zoe Barnes, welche aber mit seiner Vergangenheit auf dem Mars im Konflikt steht. Er kommt aus Iowa, USA. |
| Mike Goss           | Andrew Airlie     | Crock Krumbiegel         | Leitende Funktion in der Bodenstation und bei der Ausbildung. Er war neben Donner und Shaw – in der Umlaufbahn – der dritte Überlebende der fünfköpfigen Marsmission.                                                                                            |
| Jen Crane           | Christina Cox     | Christine Stichler       | Biologin. Sie ist mit Rollie Crane verheiratet und hatte eine Beziehung mit Ted Shaw. Sie kommt aus Kanada. |
| Paula Morales       | Paula Garces      | Alisa Palmer             | Astronautin und Kamerafrau. Sie kommt aus Texas. |
| Zoe Barnes          | Laura Harris      | Stefanie von Lerchenfeld | Geologin. Sie hatte, während der Ausbildung, einen One-Night-Stand mit Maddux Donner und wurde schwanger, brach die Schwangerschaft ab, um ihre Ausbildung nicht zu gefährden. Sie kommt aus Kanada.                                                             |
| Trevor Williams     | Peter Howitt      |                          | Britischer Journalist. Er vermutet, dass das ISO nicht die Wahrheit über die Antares-Mission sagt, und versucht dies zu beweisen. |
| Nadia Schilling     | Florentine Lahme  | Florentine Lahme         | Pilotin. Sie hat eine Affäre mit Maddux Donner. Nadia ist aus Deutschland. |
| Eve Weller-Shaw     | Karen LeBlanc     | Kathrin Simon            | Arbeitet in der Bodenkontrolle und für die Bertram Corporation sie ist verantwortlich für die Crew. Eve ist mit Ted Shaw verheiratet und kommt aus New Orleans.                                                                                                  |
| Rollie Crane        | Ty Olsson         | Oliver Mink              | Er musste die Mission kurz vor dem Abheben verlassen. Er ist mit Jen Crane verheiratet und kommt aus den Vereinigten Staaten. |
| Steven Wassenfelder | Dylan Taylor      | Dominik Auer             | Technisches Genie. Der Grund seiner Teilnahme ist ein Geheimnis. |
| Ted Shaw            | Malik Yoba        | Thomas Wenke             | Kommandant. Er ist mit Eve Weller verheiratet und hatte früher eine Beziehung mit Jen Crane. Überlebender der Marsmission. |
| Dr. Evram Mintz     | Eyal Podell       |                          | Israelischer Bordpsychologe und Freund von Claire Dereux. Alkoholiker. |
| Claire Dereux       | Maxim Roy         | Claudia Lössl            | Sie ist Evram Mintz Freundin. |
| Arnel Poe           | William C Vaughan |                          | Er arbeitet bei der Einsatzkontrolle. Sein Bein verlor er während seiner Ausbildung für die Qualifikation für die Antares-Mission. |
| Ajay Sharma         | Zahf Paroo        |                          | Er war der ursprüngliche Bordingenieur, aber nach einem durch Beta verursachten Herzproblem wurde er wieder zur Einsatzkontrolle versetzt. Er ist aus Mumbai, Indien.                                                                                            |

## Ausstrahlung
Die Serie startete am 2. August 2009 bei ABC und in Kanada bei CTV. Jedoch nahmen beide Sender die Serie nach acht von dreizehn produzierten Folgen vorzeitig aus dem Programm. Während ABC die restlichen Folgen online anbot, wechselte die Serie in Kanada von CTV zum Nischensender Space TV.
In Deutschland hielt ProSieben die Rechte an der Serie und entschied, die Serie beim Sender sixx zu zeigen. Dort wurden die Folgen vom 7. bis 29. Oktober 2012 ausgestrahlt. ProSieben wiederholte die Serie ab dem 11. Oktober 2012 im Nachtprogramm.

## Episodenliste
| Nr. | Deutscher Titel  | Originaltitel                                                | Erstausstrahlung USA/Kanada | Deutschsprachige Erstausstrahlung (D) |
| --- | ---------------- | ------------------------------------------------------------ | --------------------------- | ------------------------------------- |
| 1   | Antares          | Pilot                                                        | 2. Aug. 2009                | 7. Okt. 2012                          |
| 2   | Der Test         | Natural Selection Law of Natural Selection (Alternativtitel) | 2. Aug. 2009                | 7. Okt. 2012                          |
| 3   | Beta             | Threshold                                                    | 9. Aug. 2009                | 7. Okt. 2012                          |
| 4   | Stromausfall     | H2IK H2IK (Hell If I Know) (Alternativtitel)                 | 16. Aug. 2009               | 14. Okt. 2012                         |
| 5   | Rubicon          | Rubicon                                                      | 23. Aug. 2009               | 14. Okt. 2012                         |
| 6   | Der Unfall       | Bacon                                                        | 28. Aug. 2009               | 14. Okt. 2012                         |
| 7   | Der Werbespot    | Fear                                                         | 4. Sep. 2009                | 21. Okt. 2012                         |
| 8   | Blinder Gehorsam | Love, Honor, Obey                                            | 11. Sep. 2009               | 21. Okt. 2012                         |
| 9   | Das wahre Ziel   | Eve Ate the Apple                                            | 18. Sep. 2009               | 21. Okt. 2012                         |
| 10  | Wahltag          | Deja Vu                                                      | 2. Okt. 2009                | 28. Okt. 2012                         |
| 11  | Isolation        | Solitary                                                     | 9. Okt. 2009                | 28. Okt. 2012                         |
| 12  | Venus            | Venus                                                        | 16. Okt. 2009               | 29. Okt. 2012                         |
| 13  | Der Kuss         | Kiss                                                         | 23. Okt. 2009               | 29. Okt. 2012                         |